# Julie Tullis
Julie Tullis (* 15. März 1939; † 6./7. August 1986 am K2) war eine Bergsteigerin und Filmemacherin aus Großbritannien. Sie starb während des „schwarzen Sommers“ 1986 beim Abstieg vom K2.

## Frühes Leben
Julie Tullis wurde als Tochter von Erica und Francis Palau geboren. 1956 begann sie mit dem Klettern nahe Tunbridge Wells, wo sie Terry Tullis begegnete. 1959 heirateten sie und lebten von vielerlei kleineren Geschäften. Beide machten mit dem Klettern in dieser Zeit weiter, während Julie auch noch Aikido erlernte.

## Werdegang
Julie Tullis traf 1976 den österreichischen Bergsteiger Kurt Diemberger. 1981 warb Diemberger Tullis als technische Begleiterin für eine Expedition auf den Nanga Parbat, und so begann ihre 8000er-Filmkarriere. So machte sie in diesem Zusammenhang noch Expeditionen über den berüchtigten Nordgrat des K2 und den Nordostgrat des Mount Everest. 1984 bestiegen Tullis und Diemberger den Broad Peak (K3), und nach weiterer Filmarbeit setzten sie 1986 ihre Arbeit mit einer Expedition mit dem Ziel der Besteigung des K2 fort.

## K2, der Berg der Berge
Obwohl Tullis und Diemberger schließlich den Aufstieg am 4. August 1986 schafften und Tullis somit die erste britische Frau auf dem K2 war, waren beide stark erschöpft von dem langen Aufenthalt auf über 8000 m (siehe auch Todeszone). So stürzte Tullis, und trotz Diembergers erfolgreicher Sicherung, welche beiden zunächst das Leben rettete, scheint es, dass sie sich innere Verletzungen oder Kopfverletzungen zuzog, die ihre Koordination und Sehfähigkeit beeinträchtigten. Ein zusätzlicher Einfluss der Höhenkrankheit kann nicht ausgeschlossen werden. Im Camp IV angekommen, überraschte ein tagelang anhaltender Sturm die Bergsteiger. Das Essen wurde knapp, und das Gas, das zur Wassererzeugung unbedingt notwendig ist, ging zur Neige. So konnte kein Schnee mehr geschmolzen werden, und eine Dehydration setzte ein, die alle Bergsteiger physisch und psychisch auslaugte und sie zusätzlich anfällig für die akute Höhenkrankheit machte. 
Tullis’ Zustand verschlechterte sich rapide. Untergebracht in einem anderen Zelt als Diemberger, starb sie in der Nacht des 6./7. August. Die Aufzeichnungen der beiden Bergsteiger Diemberger und Willi Bauer widersprechen sich hier in der Zeitangabe. Julie Tullis wurde am Berghang beerdigt.
Das Konzeptalbum K2: Tales of Triumph and Tragedy von Don Airey ist eine musikalische Bearbeitung dieser Ereignisse.